# Syncephalis adunca
Syncephalis adunca är en svampart som beskrevs av Vuill. 1903. Syncephalis adunca ingår i släktet Syncephalis och familjen Piptocephalidaceae.   Inga underarter finns listade i Catalogue of Life.